# Ваалгамаа, Эдгар
Эдгар Ваалгамаа (Валгама); Эдгар Волганский (лив. Edgar Vaalgamaa, латыш. Edgars Vālgamā (Volganskis) 14 сентября 1912, деревня Кошрага, Российская империя — 20 декабря 2003, Финляндия) — переводчик и ливский писатель. Священнослужитель. Эдгар Валгама перевел на финский язык эпос Андрея Пумпура «Лачплесис», изданный в 1988 году в Хельсинки. Эдгар Валгама также переводил Новый Завет на ливский язык.

## Биография
Эдгар Ваалгамаа родился в ливской рыбацкой семье в деревне Кошрагс. Окончил Вентспилскую гимназию. Затем учился в Хельсинкском университете. После учёбы остался жить в Финляндии. Служил лютеранским пастором. Эдгар Ваалгамаа умер в 2003 году.